# Турецька інтервенція на північному сході Сирії 2019
Турецька інтервенція на північному сході Сирії, кодова назва Туреччини — Операція «Джерело миру» (тур.: Barış Pınarı Harekâtı; араб.: عملية نبع السلام) — військова операція, організована Збройними силами Туреччини проти Сирійських демократичних сил (СДС).
6 жовтня 2019 року адміністрація Трампа наказала американським військам вийти з північного сходу Сирії, де США надавали підтримку своїм курдським союзникам. Військова операція розпочалася 9 жовтня 2019 року, коли ВПС Туреччини розпочали авіаудари по прикордонних містах.
За словами президента Туреччини Реджепа Таїпа Ердогана, ціллю операції є вигнання СДС, адже Туреччина вважає сирійські демократичні сили  терористичною організацією через зв'язки з Робітничою партією Курдистану.
Турецький наступ засудили Європейський Союз, Ліга арабських держав, Іран, Ізраїль і Велика Британія як напад на територію суверенної арабської держави. Президент Єврокомісії Жан-Клод Юнкер вважає, що «вторгнення посилить страждання цивільного населення, які вже неможливо описати словами». Сирійський уряд звинуватив курдів у наступі Туреччини через їхній сепаратизм і відсутність ведення переговорів з урядом, також засудивши іноземне вторгнення на територію Сирії.

## Передумови
Туреччина та США уклали угоду в серпні 2019 року після багатьох місяців турецьких погроз в односторонньому вторгненні у Північній Сирії. США розглядали Демократичні сили Сирії (СДС) як одного з головних союзників у військовій інтервенції проти ІДІЛ у Сирії, а Туреччина розглядала їх як продовження Робітничої партії Курдистану, яку вона вважає терористичною організацією. Угодою було створено буферну зону на півночі Сирії, яка мала на меті зменшити напругу, вирішивши проблеми безпеки Туреччини за допомогою моніторингу та спільних патрулів, водночас дозволяючи курдам зберігати контроль над областями, які вони мала під своїм контролем на той час. Угода була схвально прийнята США та курдами, проте Туреччина загалом була незадоволена цим. Незадоволення Туреччини призвело до численних зусиль Туреччини розширити територію, охоплену буферною зоною, забезпечити турецький контроль над її частинами або переселити мільйони біженців у цю зону, при цьому всі їхні зусилля зазнали невдачі перед опором СДС.
Незважаючи на офіційний початок американо-турецьких наземних патрулів, демонтаж курдських укріплень та виведення підрозділів самооборони з частин буферної зони, напруженість продовжувала зростати, оскільки Туреччина вимагала ще більше вимог — СДС всі заперечували, оскільки вони відчували, що прийняли жорсткий компроміс, дозволивши турецьким військам брати участь у спільних патрулях зі своїми американськими колегами на півночі Сирії. Невдоволення Туреччини переросло у відкриту неприязнь, коли президент Туреччини відкрито поставив ультиматум проти курдів. Ультиматум ігнорувався силами курдів, і Туреччина оголосила, що термін її дії закінчився на початку жовтня того ж року.

## Хід операції

### 9 жовтня
Операція розпочалася 9 жовтня 2019 року. Турецькі авіаудари та артобстріли націлили на міста та позиції курдів Телль-Аб'яд, Рас-ель-Айн, Айн Ісса та Ель-Камишли. Дата — річниця вигнання лідера РПК Абдулли Оджалана з Сирії у 1998 році урядом Хафеза аль-Асада.
У відповідь на обстріл, речник СДС стверджував, що Туреччина націлена на цивільних осіб. Пізніше шість ракет було запущено на турецьке місто Нусайбін як відповідь РПК, і дві, як повідомляється, потрапили в турецьке місто Джейланпинар. У відповідь на початок турецької операції СДС також оголосили, що припинить операції проти ІДІЛ та що двох цивільних людей було вбито. У відповідь на авіаудари, СДС закликали США створити безполітну зону над Північною Сирією.
Наприкінці дня турецькі військові оголосили, що наземний етап операції розпочався з трьох пунктів, включаючи Телль-Аб'яд.

### 10 жовтня
До світанку вранці 10 жовтня 2019 року турецькі військові офіційно розпочали наземний наступ проти Демократичних сил Сирії; вони також оголосили про нанесення удару по 181 цілі на півночі Сирії, та про 14 000 повстанців, що підтримуються Туреччиною, також беруть участь у наступі під керівництвом Туреччини. Курди заявили, що вони відбили турецький наступ у Телль-Аб'яді. Протягом дня спалахнули сутички між курдами та протурецькими силами поблизу Аль-Баба. До приходу вночі, Збройні сили Туреччини оголосили про контроль над 11 селами. Поки бойові дії тривали навколо Телль-Аб'яда, ЗСТ та Сирійська національна армія оголосила про захоплення сіл Мішріфа, Аль-Хаві, Барзан, Хадж-Алі та хутір на схід від міста. Турецькі авіаудари під час бойових дій СДС стверджували, що турецькі ВПС потрапили обстрілами по в'язниці, в якій утримувалися захоплені терористи ІДІЛ. Турецькі ЗМІ ввечері повідомили, що 174 курдів були вбиті, поранені або захоплені в полон.
Президент Туреччини Реджеп Таїп Ердоган заявив, що того дня в результаті операції загинуло 109 бійців СДС, а також невизначена кількість бійців, поранених і полонених. У промові до депутатів своєї партії президент Ердоган також погрожував затопити Європу 3,6 мільйонами біженців, якщо європейські країни продовжуватимуть критикувати військову операцію, зокрема, якщо вони називатимуть це вторгненням.
Усього 7 цивільних турецьких цивільних осіб загинуло, 85 цивільних людей були поранені під час курдських обстрілів в Туреччині на другий день операції за даними турецьких ЗМІ. 70 000 людей втекли з прикордонних курдських міст після турецьких обстрілів.
За даними Міністерства національної оборони Туреччини, один турецький солдат був убитий курдами.

### 11 жовтня
2 журналісти були поранені в Нусайбіні, коли будівля, з якої знімали репортаж, потрапила під обстріл із Камишли через кордон курдськими бійцями. За даними турецьких джерел, інцидент транслювався в прямому ефірі на турецьких телеканалах.
3 цивільних загинули в Суручі під час обстрілу СДС. У відповідь на атаку, Туреччина обстріляла Айн-ель-Араб, громаду через кордон від Суручу. Ще 8 мирних жителів були вбиті пізніше дня в Нусайбіні, 35 — поранено в результаті мінометної атаки СДС, що збільшило загальну кількість мирних жителів, загиблих під час курдського обстрілу в Туреччині до 18, згідно з турецькими джерелами.
Як повідомлялося цього дня, за даними Міністерства національної оборони Туреччини, із початку турецької військової операції було вбито, полонено або поранено 399 курдів.
У місті Айн-ель-Араб, американська база спеціальних військ зазнала значних обстрілів турецькою артилерією; американські війська не дали відсічі, а були відкликані після закінчення обстрілу. Туреччина заперечила обстріл американської бази, стверджуючи, що вона обстрілювала позиції курдів. За словами міністра оборони Туреччини, мінометний обстріл міста Суруч минулого дня, був навмисно нанесений курдами за 1000 метрів від бази США в Айн-ель-Арабі, щоб уникнути реакції Туреччини, проте атака у відповідь була здійснена.
BBC повідомляло, що тисячі людей покинули свої домівки на півночі Сирії. Гуманітарні організації заявили, що до цього часу було підтверджено 11 смертей серед цивільних. Військові Туреччини підтвердили смерть солдата і повідомили, що троє інших були поранені.

### 12 жовтня
Збройні сили Туреччини та Сирійська національна армія стверджували, що дійшли до автомагістралі М4, 32 км вглиб сирійської території і фактично перерізали лінію постачання між Манбіджем та Камишли. ЗСТ та СНА також оголосили, що вони взяли 18 сіл поблизу шосе М4, на схід від Ракки.
Близько 12:00 (UTC +03:00) ЗСТ та СНА оголосили, що захопили Рас-аль-Айн. Вони також захопили курдський HMMWV (Хамві) американського виробництва у Рас-ель-Айні.

### 13 жовтня
Сирійська урядова армія почала наступ у північній частині країни, війська Башара Асада рушили на північ, щоби «протистояти турецькій агресії». Ставлення до цього курдів поки невідоме. За інформацією ліванського телеканалу Al Mayadeen курди не чинять опору і пропустили сирійців через всі свої блокпости.

### 14 жовтня
Російські та сирійські урядові сили були розміщені на лінії фронту між областями, які контролюються відповідно Військовою радою Манбіджу та групами Щиту Євфрату, з подальшим розгортанням уздовж сирійсько-турецького кордону. Крім того, Сирійська обсерваторія з прав людини повідомила, що американські сили в регіоні намагаються перешкоджати їх розміщенню в регіоні.
Президент Туреччини Ердоган на прес-конференції заявив, що Туреччина отримала позитивну відповідь від Росії про Айн-ель-Араб і що Туреччина перебуває на етапі виконання свого рішення про Манбідж. Згідно з турецькими джерелами, Збройні сили Туреччини розмістили додаткові війська на фронтовій лінії Манбіджу станом на попередню ніч.

### 15 жовтня
Сирійська обсерваторія з прав людини (СОПЛ) повідомила, що контратака була проведена СДС[прояснити] в околицях та західній частині міста Рас-аль-Айн, і вдалося досягти просування в районі, відновивши раніше втрачені області.
Президент Туреччини Ердоган, виступаючи на Тюркській раді в Баку, сказав: «Зараз ми оголошуємо про створення безпечної зони 444 км із заходу на схід і 32 км з півночі на південь, до якої повернуться біженці з нашої країни». Президент Ердоган також повідомив, що загалом 1000 квадратних кілометрів були захоплені ЗСТ та СНА[прояснити] з початку операції. Президент Ердоган також заявив, що один турецький солдат загинув у Манбіджі від артилерійського вогню сирійської армії.
Сили сирійської армії почали в'їжджати в місто Манбідж згідно з даними СОПЛ, але були заблоковані американськими військами, намагаючись увійти в Рас-аль-Айн, що призвело до повернення конвою до Манбіджу. Сирійська армія також увійшли в Ес-Сауру згідно з даними сирійських урядових ЗМІ. Пізніше Ердоган заявив, що сирійські урядові війська, що входять в Манбідж, «не є негативним», і додав що вони перебуватимуть там «доти, поки терористи в цьому районі не будуть прибрані».

### 16 жовтня
Повідомлялося про сильний обстріл та авіаудари з курдського боку в Рас-ель-Айні під час важких боїв на місцях. Крім того, СОПЛ повідомила, що турецькі війська та союзні угруповання розпочали широкомасштабний наступ і встигли просунутися в частини міста Рас-аль-Айн. Турецький президент Ердоган оголосив, що Туреччина взяла під контроль понад 1200 км2 з початку операції.

#### США виходить та знищує штаб-квартиру в Сирії
Після виходу зі своєї авіабази поблизу Хараб Ашка на південь від Рас-ель-Айну американські сили вранці 16 жовтня здійснили бомбардування та знищили її авіаційними ударами. Авіабаза була найбільшою американською базою в Сирії, яка могла прийняти на посадку С-130, а також важкі транспортні літаки С-17. Прес-секретар OIR пізніше оголосив, що американські сили вийшли з бази Лафарж, знищеної раніше, а також з Ракки та Ес-Саури.
Російські військові розгорнули сили поблизу Рас-ель-Айну 16 жовтня вдень після перетину мосту Кара від Манбіджу на схід від Євфрату згідно з даними СОПЛ.

### 17 жовтня
Сили ЗСТ та СНА повністю оточили і захопили половину Рас-аль-Айна після того, як об'їхали місто і відрізали дороги, що ведуть до нього.
Міністр внутрішніх справ Туреччини Сюлейман Сойлу заявив, що понад 980 мінометних снарядів та ракет було запущено в Туреччину силами курдів з початку операції, в результаті якої загинули 20 мирних жителів.

#### 120-годинне перемир'я
17 жовтня 2019 року віце-президент США Майк Пенс та президент Туреччини Реджеп Ердоган домовилися про реалізацію 120-годинного припинення вогню для операції Туреччини на півночі Сирії, щоб дозволити СДС вийти з визначеної безпечної зони, що тягнеться від кордону між Туреччиною та Сирією на 30 км на південь. Майк Пенс заявив, що як тільки США припинить усі санкції, введені проти Туреччини, після виконання цих умов. Згідно із заявою США, безпечну зону «в першу чергу застосовуватимуть Збройні сили Туреччини». Деякі американські коментатори та чиновники цю угоду про припинення вогню описали як чергову зраду курдів у США та курдську капітуляцію перед Туреччиною.
Сирійський курдський політичний лідер Саліх Муслім заявив, що "наш народ не хотів цієї війни. Ми вітаємо припинення вогню, але захищатимемося у разі будь-якого нападу… Припинення вогню — це одне, а здача національних інтересів — інше, і ми готові захищайтесь. Ми не приймемо окупацію північної Сирії ".

## Після припинення вогню

### 18 жовтня
Напружений спокій панував на сході Євфрату вранці 18 жовтня за повідомленням СОПЛ з незначними сутичками в оточеному Рас-ель-Айн. СДС звинуватила Туреччину у порушенні режиму припинення вогню та обстрілі цивільних районів Рас-ель-Айну.

### 19 жовтня
Курдські загони самооборони не відклика́лися з будь-яких позицій на схід від Євфрату, незважаючи на те, що минуло 37 годин американо-турецької угоди про припинення турецької військової операції на 120 годин згідно з повідомленнями СОПЛ. СОПЛ також повідомила, що з початку операції Збройні сили Туреччини та союзники захопили площу 2419 км2. Обидві сторони звинувачували один одного у порушенні режиму припинення вогню, СДС заявили, що турецькі сили заважають медичній допомозі потрапити до Рас-аль-Айна, заяву підтвердив СОПЛ.

### 20 жовтня

#### Демократичні сили Сирії виходять з Рас аль-Айна.
СДС повністю вийшли з Рас-аль-Айна разом із конвоєм допомоги СОПЛ. Обидві сторони продовжували звинувачувати інших у порушенні режиму припинення вогню.

#### Евакуація сил США триває
Збройні сили США вийшли зі своєї авіабази поблизу Сарріна, а також зі своєї бази біля Телла Бейдара та знищили її за даними СОПЛ. Збройні сили США повністю відійшли від сільських районів Алеппо та Ракки. Під час відступу, місцеві жителі кидали гнилі продукти та ображали їх, демонструючи почуття зради серед населення.

### 21 жовтня
Після виходу СДС з Рас-аль-Айна були широко розповсюджені повідомлення про грабежі, крадіжки, спалювання будинків та викрадення протурецьких військ.
СОПЛ повідомила про вихід США з півночі Сирії військовим конвоєм, який проходив через пункт пропуску Сімалка в Іраку опівночі.

### 22 жовтня

#### Російсько-турецька угода
22 жовтня 2019 року президент Росії Володимир Путін і президент Туреччини Реджеп Ердоган домовилися про продовження припинення вогню на 150 додаткових годин, щоб СДС рухалися за 30 кілометрів від прикордонної зони, а також від Тал Ріфаату та Манбіджу. Умови угоди також включали спільні російсько-турецькі патрулі за 10 кілометрів до Сирії від кордону, за винятком міста Камишли. Нове припинення вогню повинно розпочатися о 12:00 за місцевим часом 23 жовтня.
Американський сенатор Мітч МакКоннел вніс резолюцію проти виходу президента Трампа з Сирії.

### 23 жовтня
Президент Трамп заявив, що в цій зоні існує постійне припинення вогню і що санкції проти Туреччини незабаром будуть зняті.
Речник російського президента Дмитро Пєсков зі свого боку застеріг курдську самооборону від невиконання умов угоди, яку підписали Ердоган та Путін. За його словами, якщо курдські формування з озброєннями не залишать прикордонні території, «то тоді доведеться відійти сирійським прикордонникам та російській військовій поліції». Також він пригрозив, що «курдські формування, що залишаться, потраплять під коток турецької армії».

### 24 жовтня
Державне інформаційне агентство Сирії повідомило, що турецькі війська та протурецькі бойовики атакували позиції сирійської армії поблизу Талл Тамра, внаслідок чого під час бойових дій внаслідок декількох сирійських силових ситуацій почалися бойові дії. СОПЛ також підтвердив сутички між СДС та сирійськими повстанцями, що підтримуються Туреччиною, поблизу Талл Тамра.
Росія здійснила кілька ударів по території сирійських повстанців, спрямувавши удари на провінції Ідліб, Хаму та Латакію, аналітики вважають, що наступною ціллю сирійського уряду є Ідліб, що залишається під контролем протурецької ВСА.
Під час засідання НАТО міністр оборони Німеччини Аннегрет Крамп-Карренбауер представила пропозицію щодо зони безпеки, яка контролюється міжнародним спостереженням на північному сході Сирії, яка матиме мандат ООН. Наступного дня міністр закордонних справ Росії Сергій Лавров відкинув ідею зони безпеки, що контролюватиметься НАТО в Сирії. 26 жовтня міністр закордонних справ Туреччини Мевлют Кавусоглу також відхилив німецький план щодо міжнародної зони безпеки і заявив, що ця пропозиція не є реалістичною.

### 25 жовтня
Міністр оборони США Марк Еспер заявив, що США направлять свої війська, включаючи «механізовані» сили, для захисту нафти на сході Сирії, щоб захистити її від ІДІЛ. Незрозуміло, чи приймуть курди знову американців після виходу з США, оскільки сирійський курдський лідер Ільхам Ахмед раніше 24 жовтня прокоментував: «якщо присутність США в цьому районі не піде на користь нам, коли мова йде про стабільність, безпеку та [припинення] геноциду та етнічних очищень вони не будуть вітатися».
Міністерство оборони Росії оголосило, що до Сирії прибуло близько 300 російських військових поліцейських. Військова поліція з Чечні патрулюватиме прикордонний регіон та допоможе у виведенні курдських сил з прикордонного регіону.

### 26 жовтня
Президент Туреччини Ердоган заявив, що «якщо ця територія не буде очищена від терористів протягом 150 годин, то ми самі вирішимо ситуацію і зробимо всю роботу з очищення». Турецький президент також звинуватив Європейський Союз у брехні про надання 6 мільярдів євро допомоги та харчування близько 3,6 мільйонам сирійських біженців, які проживають у Туреччині, при цьому заявив, що ЄС надав лише половину обіцяної суми, і додав, що Туреччина витратила близько 40 мільярдів євро.
Американський конвой військової техніки їхав на південь від Камишли, прямуючи до нафтових родовищ в Дайр-ез-Заур. Міністр закордонних справ Росії Сергій Лавров поспілкувався з Державним секретарем США Майком Помпео щодо Сирії, при цьому російська сторона наголосила на суверенітеті та територіальній цілісності Сирії згідно з заявою російської публічної заяви.
Конвой сирійських урядових військ був розміщений біля восьми сіл в районі Рас-аль-Айн по трасі М4 та недалеко від сирійсько-турецького кордону.
Повідомлялося про жертви після сутичок у Таль-Тамрі та Рас-аль-Айні, дев'ять загиблих серед протурецьких сил та шістьох загиблих серед СДС.

### 27 жовтня
ДСС оприлюднили заяву, в якій сказано: «курди перенаправляються на нові позиції далеко від турецько-сирійського кордону через північний схід Сирії відповідно до умов угоди з метою припинення кровопролиття та захисту жителів регіону від турецьких атак.»

### 29 жовтня
СОПЛ повідомила про повторні сутички між об'єднаними сирійськими силами та силами під керівництвом Туреччини в районі між Таль-Тамром та Рас-аль-Айном. Під час сутичок уздовж кордону турецькі сили вбили 6 сирійських солдатів поблизу Рас-аль-Айну. Тим часом Міністерство оборони Туреччини оголосило, що вони захопили 18 осіб, які заявили, що є представниками сирійських урядових сил.
Міністр оборони Росії Сергій Шойгу заявив, що збройні сили під керівництвом курдів вийшли з безпечної зони вздовж кордону між Сирією та Туреччиною.

## Кінець дії припинення вогню

### 30 жовтня
У зверненні для преси, адресованому СДС, Міністерство оборони Сирії оголосило, що прийме будь-який підрозділ, який готовий приєднатися до сирійських військових задля спільної боротьби з турецькими військами та сирійськими повстанцями, яких підтримує Туреччина.
У відповідь СДС зазначив, що вони цінують зусилля щодо об'єднання оборони Сирії та відсічі турецької агресії, але заявили "їхня позиція була зрозуміла з самого початку, що об'єднання сил повинно починатися з політичного врегулювання, яке визнає і зберігає ексклюзивність СДС та її структури, і створює надійний механізм реструктуризації сирійського військового закладу як всеохоплюючої основи для об'єднання зусиль ".
Президент Туреччини Ердоган оголошує, що спільні турецько-російські патрулі на північному сході Сирії розпочнуть діяльність в п'ятницю.
Між сирійськими військами та протурецькими силами навколо Рас-аль-Айна та Тал-Тамар виникають періодичні сутички. Турецька розвідка передала захоплених сирійських військових Сирії.

### 11 листопада
Вибух автомобільної бомби на південь від Тель-Аб'яда загинуло 8 мирних жителів та поранено понад 13 осіб. Туреччина заявила, що за теракт взяли відповідальність курдські загони самооборони.

### 24 листопада
ДСС захопили села поблизу Айн-Ісса, після невдалого наступу СНА поблизу Айн-Ісса. 21 боєць СНА загинув у боях.

## Реакція світового співтовариства

Міжнародні реакції на інтервенцію Туреччини на півночі Сирії у 2019 році.
Блакитний — підтримка
Сірий — нейтралітет
Жовтий — стурбованість
Червоний — засудження
Коричневий — санкції